# Babin Potok
Babin Potok är en ort i Bosnien och Hercegovina.   Den ligger i entiteten Federationen Bosnien och Hercegovina, i den centrala delen av landet, 90 kilometer väster om huvudstaden Sarajevo. Babin Potok ligger 483 meter över havet och antalet invånare är 105.
Terrängen runt Babin Potok är huvudsakligen kuperad, men åt nordväst är den bergig. Babin Potok ligger nere i en dal. Närmaste större samhälle är Bugojno, 18,5 kilometer sydost om Babin Potok. 
I omgivningarna runt Babin Potok växer i huvudsak blandskog. Runt Babin Potok är det ganska tätbefolkat, med 93 invånare per kvadratkilometer.